# Angelica Moratelli
Angelica Moratelli (* 17. August 1994) ist eine italienische Tennisspielerin.

## Karriere
Moratelli begann mit fünf Jahren mit dem Tennisspielen und bevorzugt Hartplätze. Sie spielt hauptsächlich auf der ITF Women’s World Tennis Tour, auf der sie bislang 10 Titel im Einzel und 31 im Doppel gewonnen hat.
Ihr erstes Turnier als Tennisprofi bestritt Moratelli im Mai 2010. Nach dem Einzug ins Achtelfinale beim $25.000-Turnier in Monteroni d’Arbia im August 2010 wurde sie erstmals in der Weltrangliste geführt. Ihr erstes Finale erreichte sie im April 2012 beim Turnier in Iraklio, wo sie der Kroatin Silvia Njiric mit 4:6, 6:74 unterlag. Im Mai desselben Jahres erreichte sie das Viertelfinale von Caserta. Nach einem Finaleinzug in Turin verbesserte sie sich unter die Top 500. Nach weiteren guten Ergebnissen zu Beginn des Jahres 2013, unter anderem dem Finaleinzug im selben Jahr beim $25.000-Turnier von Edgbaston, erhielt sie für die Qualifikation zu den Internazionali BNL d’Italia 2013 im Mai 2013 erstmals eine Wildcard für ein Turnier der WTA Tour. Sie unterlag in ihrem Erstrundenmatch der Spanierin Garbiñe Muguruza mit 1:6 und 1:6.
Bei den Internazionali BNL d’Italia 2016 erhielt sie mit ihrer Partnerin Claudia Giovine eine Wildcard für das Hauptfeld im Doppel. Mit einem Sieg in der ersten Runde gegen die chinesische Paarung Xu Yifan und Zheng Saisai erreichten sie das Viertelfinale, in dem sie gegen Tímea Babos und Jaroslawa Schwedowa mit 3:6 und 2:6 unterlagen.

## Turniersiege

### Einzel
| Nr. | Datum            | Turnier   | Kategorie   | Belag             | Finalgegnerin      | Ergebnis        |
| --- | ---------------- | --------- | ----------- | ----------------- | ------------------ | --------------- |
| 1.  | 16. Februar 2013 | Linköping | ITF $10.000 | Hartplatz (Halle) | Malin Ulvefeldt    | 7:65, 6:1       |
| 2.  | 17. Januar 2016  | Hammamet  | ITF $10.000 | Sand              | Karin Kennel       | 6:3, 6:3        |
| 3.  | 7. Februar 2016  | Hammamet  | ITF $10.000 | Sand              | Audrey Albié       | 7:63, 6:4       |
| 4.  | 14. Februar 2016 | Hammamet  | ITF $10.000 | Sand              | Margot Yerolymos   | 6:2, 6:2        |
| 5.  | 19. Juni 2016    | Oeiras    | ITF $10.000 | Sand              | Victoria Bosio     | 6:4, 6:2        |
| 6.  | 25. März 2018    | Le Havre  | ITF $15.000 | Sand (Halle)      | Marine Partaud     | 5:7, 6:1, 6:4   |
| 7.  | 20. Mai 2018     | Hammamet  | ITF $15.000 | Sand              | Jade Suvrijn       | 7:5, 7:5        |
| 8.  | 27. Mai 2018     | Hammamet  | ITF $15.000 | Sand              | Nastassja Burnett  | 6:3, 6:3        |
| 9.  | 23. Juni 2018    | Sassuolo  | ITF $15.000 | Sand              | Anne Schäfer       | 6:4, 6:3        |
| 10. | 5. Dezember 2021 | Lousada   | ITF W15     | Hartplatz (Halle) | Celia Cerviño Ruiz | 6:3, 1:6, 7:611 |

### Doppel
| Nr. | Datum              | Turnier                   | Kategorie      | Belag             | Partnerin          | Finalgegnerinnen                        | Ergebnis          |
| --- | ------------------ | ------------------------- | -------------- | ----------------- | ------------------ | --------------------------------------- | ----------------- |
| 1.  | 18. August 2011    | Todi                      | ITF $10.000    | Sand              | Federica Di Sarra  | Stephanie Bengson Kirsten Flower        | 7:66, 7:5         |
| 2.  | 25. August 2012    | Pörtschach                | ITF $10.000    | Sand              | Milana Špremo      | Lara Michel Tess Sugnaux                | 1:6, 6:4, [10:4]  |
| 3.  | 28. September 2012 | Prag                      | ITF $10.000    | Sand              | Lucy Brown         | Kateřina Kramperová Magda Linette       | 6:3, 5:7, [10:6]  |
| 4.  | 12. September 2014 | Santa Margherita di Pula  | ITF $10.000    | Sand              | Alice Balducci     | Cristiana Ferrando Stefania Rubini      | 6:1, 6:4          |
| 5.  | 13. Februar 2016   | Hammamet                  | ITF $10.000    | Sand              | Petra Januskova    | Deborah Kerfs Alina Wessel              | 6:1, 6:2          |
| 6.  | 16. April 2016     | Hammamet                  | ITF $10.000    | Sand              | Petra Januskova    | Maria Palhoto Charlotte Roemer          | 7:67, 7:5         |
| 7.  | 23. April 2016     | Hammamet                  | ITF $10.000    | Sand              | Manon Arcangioli   | Inès Ibbou Petra Januskova              | 6:3, 6:4          |
| 8.  | 12. August 2016    | Aprilia                   | ITF $10.000    | Sand              | Giorgia Marchetti  | Deborah Chiesa Emilie Francati          | 6:1, 6:3          |
| 9.  | 4. Februar 2017    | Hammamet                  | ITF $15.000    | Sand              | Giorgia Marchetti  | Hsu Chieh-yu Jana Sisikowa              | 6:4, 6:3          |
| 10. | 11. Februar 2017   | Hammamet                  | ITF $15.000    | Sand              | Giorgia Marchetti  | Hsu Chieh-yu Victoria Muntean           | 2:6, 6:3, [10:8]  |
| 11. | 18. August 2017    | Mrągowo                   | ITF $15.000    | Sand              | Jade Suvrijn       | Maia Lumsden Anastasija Schoschyna      | 6:4, 6:4          |
| 12. | 25. August 2017    | Mrągowo                   | ITF $15.000    | Sand              | Marine Partaud     | Akiko Okuda Kelly Williford             | 6:2, 6:3          |
| 13. | 30. September 2017 | Hammamet                  | ITF $15.000    | Sand              | Natasha Piludu     | Mia Eklund Amy Zhu                      | 6:4, 6:2          |
| 14. | 4. November 2017   | Hammamet                  | ITF $15.000    | Sand              | Natasha Piludu     | Dominique Karregat Caroline Romeo       | 6:2, 7:5          |
| 15. | 17. Februar 2018   | Hammamet                  | ITF $15.000    | Sand              | Melania Delai      | Hsu Chieh-yu Sandra Samir               | 6:2, 6:4          |
| 16. | 19. Mai 2018       | Hammamet                  | ITF $15.000    | Sand              | Marie Benoît       | Uljana Aisatulina Julyette Steur        | 6:3, 6:4          |
| 17. | 10. Juni 2018      | Óbidos                    | ITF $25.000    | Teppich           | Linnéa Malmqvist   | Berfu Cengiz Sara Tomic                 | 7:5, 2:1ret.      |
| 18. | 27. April 2019     | Tabarka                   | ITF W15        | Sand              | Karolína Beránková | Sarah Lee Chelsea Vanhoutte             | 7:5, 4:6, [10:7]  |
| 19. | 22. Juni 2019      | Padova                    | ITF W25        | Sand              | Cristina Dinu      | Carolina Meligeni Alves Gabriela Cé     | 7:67, 3:6, [10:8] |
| 20. | 7. September 2019  | Trieste                   | ITF W25        | Sand              | Cristina Dinu      | Dalma Gálfi Valentini Grammatikopoulou  | 4:6, 6:1, [10:8]  |
| 21. | 25. Januar 2020    | Stuttgart                 | ITF W15        | Hartplatz (Halle) | Alena Fomina       | Karolína Beránková Francisca Jorge      | 7:5, 6:2          |
| 22. | 26. März 2022      | Palmanova                 | ITF W15        | Sand              | Aurora Zantedeschi | Bianca Bărbulescu Briana Szabó          | 7:5, 6:2          |
| 23. | 10. Mai 2022       | Santa Margherita di Pula  | ITF W25        | Sand              | Camilla Rosatello  | Francisca Jorge Matilde Jorge           | 6:4, 7:5          |
| 24. | 29. Juli 2022      | Cordenons                 | ITF W60        | Sand              | Eva Vedder         | Yuliana Lizarazo Aurora Zantedeschi     | 6:3, 6:2          |
| 25. | 6. August 2022     | Agadir                    | ITF W25        | Sand              | Aurora Zantedeschi | Jacqueline Cabaj Awad Martina Colmegna  | ohne Spiel        |
| 26. | 24. September 2022 | Santa Margherita di Pula  | ITF W25        | Sand              | Camilla Rosatello  | Jennifer Ruggeri Noelia Zeballos        | 6:4, 6:4          |
| 27. | 16. Oktober 2022   | Santa Margherita di Pula  | ITF W25        | Sand              | Camilla Rosatello  | Jessie Aney Sapfo Sakellaridi           | 64:7, 7:5, [10:5] |
| 28. | 17. Juni 2023      | Rom                       | ITF W60        | Sand              | Camilla Rosatello  | Oana Gavrilă Sapfo Sakellaridi          | 3:6, 6:0, [10:7]  |
| 29. | 4. August 2023     | Cordenons                 | ITF W60        | Sand              | Camilla Rosatello  | Isabelle Haverlag Eva Vedder            | 0:6, 6:2, [10:5]  |
| 30. | 16. September 2023 | Bukarest                  | WTA Challenger | Sand              | Camilla Rosatello  | Valentini Grammatikopoulou Anna Sisková | 7:5, 6:4          |
| 31. | 28. Oktober 2023   | Les Franqueses del Vallès | ITF W100       | Hartplatz         | Camilla Rosatello  | Gao Xinyu Darja Semeņistaja             | 4:6, 7:5,[10:6]   |
| 32. | 17. November 2023  | Solarino                  | ITF W25        | Teppich           | Lisa Pigato        | Sopia Schapatawa Emily Webley-Smith     | 6:3, 6:4          |
| 33. | 30. März 2024      | Antalya                   | WTA Challenger | Sand              | Camilla Rosatello  | Tímea Babos Wera Swonarjowa             | 6:3, 3:6, [15:13] |